# Lao-Tse
Lao-Tse, también llamado Lao Tzu, Lao Zi, Laozi o Laocio (en chino, 老子; pinyin, lǎozǐ; literalmente, ‘viejo maestro’, en el chino antiguo */rˤuʔ t͡səʔ/), es una personalidad china cuya existencia histórica se debate. Se le considera uno de los filósofos más relevantes de la civilización china. La tradición china establece que vivió en el siglo VI a. C., pero muchos eruditos modernos argumentan que puede haber vivido aproximadamente en el siglo IV a. C., durante el período de las Cien escuelas del pensamiento y de los Reinos Combatientes. Se le atribuye haber escrito el Dào Dé Jing (o Tao Te Ching), obra esencial del taoísmo. De acuerdo con este libro, el tao (o dao, ‘camino’) puede verse como el cambio permanente y este es la verdad universal. Dentro de las dudas sobre la existencia de Lao-Tse y sobre la época en la que vivió, se cree que pudo ser contemporáneo de Confucio.
A pesar de que en otros casos hay una transmisión impresionante en cuanto a narraciones, crónicas y listas minuciosas de gobernantes, funcionarios y otras personalidades relevantes de la antigua China, sobre Lao-Tse no se sabe casi nada. Las fuentes que más tempranamente lo mencionan, lo hacen a través de anécdotas y leyendas, entre ellas, una historia sobre él en la obra de Zhuangzi (Chuang -Tzu) Nan hua zhen jing (南華真經, literalmente: ‘libro verdadero de la florescencia [cultural] del sur’). La primera fuente histórica o biográfica se encuentra en las Memorias históricas de Sima Qian del siglo I a. C.; sin embargo, él mismo escribe que sus fuentes y materiales serían muy inseguros y que ha encontrado afirmaciones muy contradictorias sobre Lao-Tse. Por ello, se ha sostenido que no es seguro que Lao-Tse haya vivido realmente alguna vez.

## Nombre
Lao-Tse (老子) es un título honorífico compuesto de dos sinogramas: el primero (老 lǎo) significa ‘anciano’, y el segundo (子 zǐ) es un antiguo título de respeto reservado a eruditos virtuosos. La pronunciación de este nombre en chino antiguo ha sido reconstruida por Baxter y Sagart como /*(C.)rˤuʔ  tsəʔ/, siendo C una constante dudosa, por su parte Zhenzhang la reconstruye como /*ruːʔ  ʔslɯʔ/.
Algunas historias relatan que su nombre propio era Ěr, su apellido Lǐ (su nombre completo sería Lǐ Ěr, 李耳) y su nombre de cortesía Boyang (伯陽). Dān es un nombre póstumo por lo que también es llamado Lao Dan (老聃).
Existen varias transcripciones al alfabeto latino. En español es muy utilizada la adaptación tradicional Lao-Tse (con las variantes Lao-Tsé, LaoTse, Lao Tse, etc.), similar a la transcripción francesa Lao Tseu y a la transcripción Wade Giles británica Lao Tzu. Laozi (técnicamente Lǎozǐ) es la transcripción por el sistema pinyin, oficial en China, Taiwán y en la ONU, por ello esta forma es cada vez más utilizada, especialmente en otros idiomas europeos. Finalmente, la adaptación Laocio, aunque infrecuente, es la más coherente con los nombres de otros filósofos chinos con el título de «zi» como Confucio y Mencio.
Durante la Dinastía T'ang (618-907) fue honrado como antepasado de esta, puesto que las religiones taoístas afines a la dinastía T'ang relacionaron el apellido de la familia reinante con el nombre póstumo atribuido a Lao-Tse (Lao-Tang), pero esa visión no era compartida por los sectores taoístas opositores a la monarquía, como lo eran los taoístas filosóficos de las sociedades secretas. Las clases gobernantes de ese período le atribuyeron a Lao-Tse el título de Taishang Xuanyuan Huangdi, que significa ‘misterioso y primordial emperador supremo’. Xuanyuan y Huangdi son el nombre propio y el título del Emperador Amarillo.

## Biografía

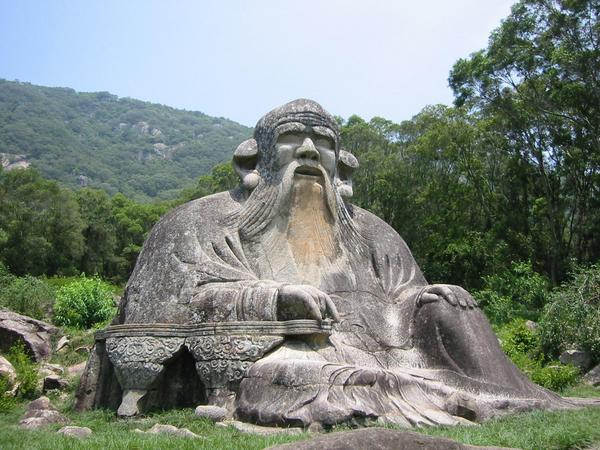
Monumento a Lao-Tse en Quanzhou (China).

A mediados del siglo XX, se llegó a un consenso entre los estudiosos que la historicidad de la persona conocida como Lao-Tse es dudosa y que el Tao Te Ching fue "una recopilación de refranes taoístas hecho por muchas manos". Alan Watts instó a tener mayor cautela, sosteniendo que este punto de vista era parte de una tendencia académica hacia el escepticismo sobre las figuras religiosas y espirituales históricas, y diciendo que por años, o tal vez nunca, se podrá saber suficiente para poder emitir adecuadamente juicios de este tipo.
Poco se conoce acerca de la vida de Lao-Tse. Tanto su existencia histórica, como su autoría del Tao Te King, son objeto de controversia. Sin embargo, se convirtió en un importante héroe cultural para generaciones del pueblo chino. La tradición asegura que nació bajo un ciruelo en una aldea de la prefectura de Ku (苦縣 Kǔ Xiàn) del estado de Chǔ (楚), actualmente distrito de Lùyì (鹿邑) de la provincia de Henan, durante los últimos años del Período de Primaveras y Otoños, y tuvo como primer nombre Li-Er (orejas de ciruelo), aunque otras versiones sostienen que él era Po Yang-Li, proveniente de una familia de pescadores.
Algunas leyendas sostienen que la gestación de Laozi requirió 81 años (la cantidad de capítulos que tiene su obra Tao Te King) y cuando por fin nació, ya tenía el cabello blanco, arrugas en su rostro ―propias de un anciano― y unas peculiares orejas grandes que le valieron su primer nombre 李耳 Lǐ Ěr (orejas de ciruelo).
Conforme a la tradición, y a una biografía incluida en la obra de Sima Qian, Lao-Tse fue contemporáneo de Confucio (Kongzi), aunque mayor que él, y trabajó como archivero en la Biblioteca Imperial de la corte de la Dinastía Zhou. Por intención o accidente, cuando Confucio se dirigía a leer los rollos de la biblioteca lo encontró en Zhou, cerca de la moderna Luoyang. De acuerdo con estas historias, Confucio y Laozi discutieron durante meses sobre el ritual y lo apropiado, cimientos del confucianismo. Laozi se oponía a lo que consideraba prácticas vacías, y la leyenda taoísta sostiene que estas discusiones fueron más provechosas para Confucio que para el contenido de la biblioteca. 
En otro relato, Lao-Tse era otro contemporáneo de Confucio, titulado Lao Laizi (老 莱 子) y escribió un libro en 15 partes. En un tercer relato, era el astrólogo de la corte, Lao Dan, que vivió en el siglo IV a. C. durante el reinado del duque Xian de Qin.  El texto más antiguo del Tao Te Ching hasta ahora recuperado fue escrito en tablillas de bambú y data de finales del siglo IV a. C.
Lao-Tse renunció luego a su puesto, quizás por la decreciente autoridad de la corte Zhou. Algunos relatos sostienen que viajó hacia el oeste montando un búfalo de agua, a través del estado de Qin. Cuando llegó al paso de Shanggu, el guardián ―al que una fuente llama Yinji y otra Luanyin― reconoció al ilustre filósofo. Le suplicó que se quedase un año en su casa antes de marcharse al destierro, y que escribiese un libro exponiendo su doctrina. El maestro se dejó convencer, escribiendo el Tao Te King. Hasta entonces, Laozi solamente había propagado su filosofía de manera oral. Después marchó hacia el oeste, adentrándose en el país de los bárbaros, donde su rastro se perdió para siempre.
Algunas de las controversias modernas sobre su vida incluyen:
- La discusión con Confucio, que pudo haber sido inventada por los taoístas para hacer que su escuela filosófica apareciese como superior al confucianismo.
- El autor real del Tao Te King (o Dao De Jing) podría haber creado un personaje ficticio para que el origen del texto pareciese más misterioso, haciéndolo entonces más fácil de popularizar.
- Se ha discutido que Laozi podría ser un seudónimo de Dan, Prefecto de los Grandes Escribas (Tài Shǐ Dàn, 太史儋); o de un anciano de Lai, una prefectura del estado de Qi (齊); o alguna otra persona de existencia histórica.

### Divinización
A partir de su obra, mitos posteriores integraron a Lao-Tse dentro de la religión china, convirtiéndose en una de las deidades principales de la religión taoísta, el cual vino a este mundo a revelar los textos y enseñanzas del Tao a los seres sintientes; siendo considerado uno de Los Tres Puros de la Trinidad Taoísta.

## Obra
Su famosa obra, el Dàodé jīng, ha tenido enorme influencia en China. Es un tratado místico que cubre muchas áreas de la filosofía, desde la espiritualidad individual hasta las técnicas de buen gobierno.
Laozi enfatiza el tao (también conocido como dao, traducido usualmente como ‘el camino’), y expande su significado para abarcar el orden innombrable, inmanente, del universo. Destaca el concepto de wei-wu-wei (‘acción a través de la inacción’), que no significa permanecer inmóvil sin hacer nada, sino evitar las intenciones explícitas y la voluntad que obstaculiza la fluidez armónica de la naturaleza. Los fines pueden alcanzarse respetando las formas en que las cosas naturalmente crecen y decrecen; así, las acciones realizadas de acuerdo con el tao son más fáciles y más productivas que aquellas que pretenden contrariarlo. Laozi creía que la violencia debe ser evitada y que la victoria militar es una ocasión de duelo debido a la necesidad de usar la fuerza contra otros seres vivientes. Sostenía también que el exceso de leyes y reglas hacen más difícil el manejo de la sociedad, ya que oprimen las libertades de los pueblos.
Como muchos otros pensadores chinos antiguos, sus explicaciones usan con frecuencia paradojas, analogías, apropiación de citas antiguas, repetición, simetría, rima y ritmo. Los escritos que se le atribuyen son poéticos, densos y frecuentemente crípticos, y sirven como punto de inicio para la meditación sobre el Cosmos o sobre uno mismo. Muchas de las teorías estéticas del arte chino se basan en sus ideas y en las de su más famoso continuador, Zhuang Zi.

### Enseñanzas
Las enseñanzas de Lao-Tse, y consecuentemente las de la filosofía taoísta, están basadas en el análisis de la Naturaleza en su más amplio sentido, con el fin de obtener el enfoque acerca del funcionamiento natural de la existencia, para determinar cuál es el orden natural de las cosas.
Esta visión universalista es la que Lao-Tse toma como punto de partida para su tesis filosófica, analizando el funcionamiento dual de la naturaleza universal existente (yin y yang) para luego ahondar en conceptos más amplios acerca del origen cosmológico del Universo, y así determinar el funcionamiento fluido u orden natural con el cual las diferentes formas han ido mutando para perpetuar la continuidad de la existencia. Basándose en esto, Lao-Tse determina cuál es el orden natural que los seres vivos, y principalmente el hombre debe llevar a cabo para mejorar su existencia y avanzar hacia el continuo cambio en pos de la superación, explicando cómo es que al no seguir estas normas naturales, el hombre se ha descarriado de su armonía cósmica y ha generado sus propias calamidades por contradecir el ritmo natural y lo ha sustituido por ordenanzas y actitudes absolutistas, superficiales y dogmáticas que acabaron por desequilibrar a la humanidad, favoreciendo a sus clases dominantes a costa del infortunio de las clases inferiores.
Lao-Tse utiliza simbolismos y alegorías en donde compara aspectos de la naturaleza para mostrar paralelismos con el comportamiento humano, algo característico de la filosofía taoísta y de otras corrientes de pensamiento oriental.
A raíz de estas observaciones cosmológicas y naturales, Lao-Tse desarrolla diferentes conceptos filosóficos que pretenden explicar los aspectos más trascendentes de la vida de la humanidad, abarcando así toda clase de campos de estudio, desde la cosmología y sus explicaciones acerca del origen del universo, hasta los aspectos de la vida diaria de la sociedad humana, como la sociología, la política, la economía y la religión.

#### Tao
La base del pensamiento cosmológico y filosófico de Lao-Tse es el tao (dao), un concepto abstracto generalmente poco entendible y hasta malinterpretado por los occidentales y los orientales que desconocen los conceptos del pensamiento taoísta.
La malinterpretación superficial y religiosa hace creer que el tao es un dios o algún otro tipo de entidad espiritual o suprema, pero en realidad Lao-Tse describe al tao como el origen de todo, la fuente primordial de todo lo existente, tanto lo físico como lo abstracto, por lo que define al tao como un concepto de unidad primordial que escapa a la idea de un dios, un ser, o cualquier otra personificación; contrariamente, Lao-Tse describe al tao como abstracto, amorfo, intangible, inaudible e inasible, por lo que las posteriores formas de la naturaleza han surgido del tao, y así también lo que carece de forma, por lo que el tao no se describe como una de estas dos cosas, sino como la primordialidad neutra de la cual todo lo demás surge, siendo así el origen cosmológico y esencia de todo lo existente; y el concepto básico de la filosofía taoísta, pero no una sustancia vaporosa o un ser sobrenatural.
Acerca del origen del tao, Lao-Tse plantea que al ser este la primordialidad esencial de todo, es entonces el tao el origen de las cosas y no el tao la creación de algo o alguien más, debido a que son las cosas definidas del universo las que fluyeron de las mutaciones constantes y consecuentes del tao, por lo que estas son las cosas que el hombre logra conocer y catalogar bajo nomenclaturas, pero el tao en sí no es una cosa, sino que es la cosa en sí; no de la forma absolutista de imperatividad jerárquica, sino como esencia infinita generadora de los posteriores cambios que tomaron forma en las diferentes manifestaciones; por lo que tanto los seres vivos, los objetos inanimados, la Tierra misma y el Cielo, todos han de ser formas que surgieron de cambios anteriores de la propia naturaleza, siendo así la naturaleza la madre de todas las cosas, y en su punto ancestralmente neutral la naturaleza no había adoptado formas pero existía en sí misma, y por sí misma fluyó y adoptó formas en las cuales manifestarse, y es a eso lo que Lao-Tse llama tao, explicando que tao es solo uno de los nombres posibles de darle, pero no el nombre original en sí, ya que son los hombres quienes requieren de nombrar las cosas para reconocerlas, pero la naturaleza en sí misma carece de nombres ya que no los necesita.
A raíz del tao, Lao-Tse argumenta la dualidad consecuente de este, y por ende la relatividad natural de la existencia.
Lao-Tse llama ser (you) y no ser (wu) a los dos aspectos ontológicos emergentes del tao; el ser como categorización de todo lo manifiesto y perceptible del Universo, englobando así todos sus aspectos y creaciones, y el no ser como el aspecto oculto y metafísico de la existencia, siendo este la etereidad ontológica de lo manifiesto, pero no una «antítesis» del ser, ya que la metafísica taoísta no trata de antagónicos como los occidentales acostumbran a ver, sino que para Lao-Tse la naturaleza es relativa y dialéctica, por lo que ser y no ser son dos aspectos diferentes pero complementarios, ambos provenientes del tao, y no dos posturas distintas que se confrontan entre sí. El ser es el mundo fenoménico en el cual suceden las cosas, y el no ser el aspecto no fenoménico de ese mundo fenoménico, por lo que no existiría uno sin otro, y ninguno implica la anulación de su contraparte; no es el no ser un reino vaporoso y espiritual, y no es el ser una tangibilidad absoluta y permanentemente inmutable; ambos son parte del devenir cósmico del tao, y esto es lo que Lao-Tse explica en su filosofía.
Siendo el tao la raíz de todo lo existente tanto en sus manifestaciones físicas como en sus aspectos abstractos, el tao entonces es en sí mismo absoluto, pero paradójicamente implica que nada es absoluto porque todo en la naturaleza requiere de cambios que permitan la continuidad progresiva del propio fluir cósmico, razón por la cual el tao no existe en sí mismo como un ente jerárquico, sino como esencia de todo lo demás que ha surgido de él, y tanto los aspectos metafísicamente duales como ser y no ser, y las dualidades cósmicas como Cielo y Tierra, han de ser precisamente manifestaciones de la relatividad y complementariedad de los cambios mutacionales que el tao efectuó y que dieron origen a la existencia; de modo que si el tao fuera absolutista, la naturaleza no habría mutado y no se habrían originado cambios dialécticos que dieran origen a la existencia.
Este es un principio altamente importante en la filosofía taoísta, ya que implica que el orden natural de las cosas es el fluir constante y que permite los cambios que generan la evolución en todos los aspectos de la naturaleza, razón por la cual Lao-Tse insiste en la relatividad mutacional del tao, ya que este es el único modo de lograr que las diferentes cosas logren amoldarse a los cambios para mutar y transformarse en formas más eficientes que permitan continuar el fluir natural de la existencia, ya que de lo contrario, se produciría el estancamiento que detendría el avance u orden natural de las cosas.
Este concepto ha sido aplicado por Lao-Tse en toda su filosofía.
En cuanto al orden natural del tao, Lao-Tse explica que este es el modo en que la naturaleza permite la continuidad de la existencia, por lo que el tao no realiza cosas en favor de intereses personales, ya que carece de intereses propios, solo es el fluir constante de la existencia, favoreciendo así a todos los seres y cosas en pos de su continuidad en vez de inclinarse solo por unos pocos, por lo que el tao es imparcial y justo, es el equilibrio y la armonía que la filosofía oriental impulsa a seguir para mejorar la existencia, contrariamente a los tabúes y reglas absolutistas que el hombre impuso para favorecer a unos pocos, a costa del infortunio de todos los otros.
Lao-Tse enseña que todo es causa y efecto, por lo que cada aspecto que podemos percibir hoy, es originario de otro aspecto oculto que le antecedió históricamente, explicando así como el Universo mismo y sus cosas existentes son resultado de hechos anteriores, y no de creaciones espontáneas.
De esta idea nace el principio de acción y reacción, que los taoístas mencionan al explicar cómo es que todo lo existente deviene de algo anterior; todo tiene un porqué, mostrando como el tao no hace las cosas arbitrariamente, sino que todo es causal, y no casual, y esto no se limita solo al origen cosmológico del universo, sino a la vida diaria de todos los seres vivos, incluido entre estos el ser humano, ya que todo lo que está establecido en la esfera de la sociedad humana no ha de haber sido eterno ni absoluto, sino que fue creado por las propias causas que los seres humanos han desarrollado, siendo la vida actual la consecuencia de los propios hechos que la humanidad ha desarrollado anteriormente.
Con la importante tónica del cambio constante, Lao-Tse explica cómo este principio de la mutación perpetua es lo que originó el universo y todo lo conocido, a raíz del tao y sus consecuentes cambios metafísica y físicamente ontológicos llamados ser y no ser.
Lao-Tse explica que el tao en su unidad es mínimo y absoluto, pero tras mutar y relativizarse da origen a la dualidad, la cual se explicó anteriormente como ser y no ser, pero así mismo, el mundo del ser se subdivide en una consecuente tercera fase de esta mutación del tao, originando así el universo conocido, representado por Lao-Tse como Cielo y Tierra, siendo este el mundo fenoménico donde tras las posteriores mutaciones naturales consecuentes se originaron los diferentes elementos y los seres vivos, entre los cuales se encuentra el hombre.
Tras la división del tao, Lao-Tse hace hincapié en el hecho de que toda la naturaleza es relativa y se sucede de cambios constantes dialécticamente complementarios, llamándole así a los dos aspectos opuestos y complementarios yin y yang, presentes en todo el devenir cósmico de la naturaleza, tanto en los orígenes metafísicos como en los seres vivos y el mundo fenoménico, aplicándose así también para analizar todo lo existente, incluidos los aspectos sociales y humanos que Lao-Tse estudia en su filosofía.
Lao-Tse explica cómo yin y yang no son elementos confrontados, sino que sus características opuestas se complementan para conformar así la totalidad del tao, siendo que de esa manera, las mutaciones naturales permiten que lo asociado como yin se vuelva yang, y viceversa, dando así el ritmo dialéctico que permite la fluidez natural de la energía (chi), la cual representa la vitalidad de lo existente, siendo de esa manera el yin y el yang la mecánica de funcionamiento dialéctico de la energía, en otras palabras, el cambio natural que permite la fluidez de la naturaleza, la cual obtiene armonía al hallar equilibrio entre sus dos aspectos opuestamente complementarios.
Tras mutar el tao y cambiar constantemente la naturaleza, todo lo existente se ha creado, por lo que Lao-Tse sostiene que todo es naturalmente tao ya que el tao es el origen común de todas las cosas.
Siendo así, todas las cosas funcionan en armonía con la naturaleza cuando cumplen la función natural que poseen dadas sus características, a las cuales Lao-Tse se refiere como la virtud (de) que las cosas obtienen del tao.
Con este sentido de virtud como cualidad de cada forma existente para lograr su desempeño natural, Lao-Tse explica que el orden natural de las cosas es seguir su desenvolvimiento nato, y no descarriarse en maneras contrarias a su comportamiento natural, ya que estas desequilibran la naturaleza y acaban por destruirla.
De esa manera, Lao-Tse habla de la virtud en el hombre como el funcionamiento armonioso en pos de su naturaleza y su desenvolvimiento social, en contraste con el comportamiento rutinario forjado por ordenanzas impuestas artificialmente que resultan contradecir la naturaleza universalista que el hombre debería seguir naturalmente para perpetuar su bienestar en el mundo.
Así, con este análisis cosmológico Lao-Tse basa sus enseñanzas en el funcionamiento natural de las cosas, explicando que la naturaleza prosperó debido a sus constantes cambios evolutivos y a la no obstrucción de su desarrollo natural, mostrando esto como ejemplo para la vida del hombre, argumentando como las normas y tabúes impuestos no han de ser la propia naturaleza del hombre sino reglamentaciones artificiales impuestas por mandato jerárquico, siendo estas normativas restricciones que impiden al hombre desenvolverse con libertad y naturalidad para forjar un desarrollo próspero acorde a su naturaleza, por lo que la libertad que el hombre necesita solo la alcanzará tras liberarse de las ataduras superficiales para así adoptar la forma de vida libre y sin restricciones, que le permitan desenvolverse armónicamente como la naturaleza enseña, y de esa manera alcanzar el hombre la prosperidad para su vida y el desarrollo del bien común.

#### El no nombre
Tal y como apunta al principio de su obra, «el nombre que se puede nombrar no es un nombre eterno». Los nombres no pueden expresar cosas eternas y dependen siempre de su opuesto. No puede haber cosas largas si no hay cosas cortas, ni puede existir lo feo sin lo bello. Los conceptos morales ―como por ejemplo, la piedad filial― son producto del abandono del tao y tienen lugar en el lenguaje debido a la existencia de sus contrarios. La piedad filial surge cuando hay malos hijos, el amor paterno cuando hay malos padres y la lealtad cuando hay traidores. Por este motivo, en la sociedad ideal no existen los conceptos morales, puesto que, al no haber problemas morales, no es necesario crear palabras que aludan a estos.
Esta percepción del lenguaje basada en la dependencia mutua de los nombres ha tenido mucha repercusión en el pensamiento chino posterior en que tiende a valorar no solo la cosa en sí sino también su opuesto. La representación gráfica de esta percepción es el yin yang (陰陽), compuesto por una parte negra y otra blanca. En la parte negra hay un punto blanco y en la blanca uno negro. Asimismo, la frontera entre ambas partes son dos curvas. Estas curvas representan el cambio constante de la realidad y los puntos negro y blanco ubicados en la parte opuesta hacen alusión a la dependencia mutua de las cosas.